# ألكسيس فيغا (لاعب كرة قدم)
ألكسيس فيغا (بالإسبانية: Alexis Vega)‏ هو لاعب كرة قدم أرجنتيني، ولد في 1 مايو 1993 في ترانك لوكن ‏ في الأرجنتين. لعب مع Club El Porvenir ‏.

## وصلات خارجية
- ألكسيس فيغا على موقع قاعدة بيانات كرة القدم.إي يو (الإنجليزية)
- ألكسيس فيغا على موقع Soccerway.com (الإنجليزية)